# شیر ولی وردک
شیر ولی وردک (زاده ۱۳۴۹ ولسوالی سیدآباد ولایت میدان وردک) سیاستمدار افغانستان و نماینده مردم ولایت کابل در دوره شانزدهم مجلس نمایندگان است. وی در مجلس شانزدهم نمایندگان افغانستان عضو کمیسیون اقتصاد ملی می‌باشد.

## زندگی‌نامه
شیر ولی وردک زاده ۱۳۴۹ از ولسوالی سیدآباد ولایت میدان وردک است. تحصیلات متوسطه خود را در لیسه ای‌ارسی (IRC) در پیشاور پاکستان در سال ۱۳۶۹ به پایان برد. وی سند لیسانس خود را در رشته زراعت از دانشگاه فیصل آباد و سند ماستری/فوق لیسانس خود را از دانشگاه پرستین فیصل آباد در سال ۱۳۸۵ بدست آورد.

## دیگر فعالیت‌ها
دیگر فعالیت‌های ایشان:
- مسئول دفتر ای‌ارسی (I. R.C) از سال (۱۳۷۷ الی ۱۳۸۲).
- مسئول دفتر Alcatel (۱۳۸۲ الی ۱۳۸۸).
- مسئول دفتر CARD-F وزارت زراعت از سال (۱۳۸۸الی ۱۳۸۹).